# 赤き血のイレブン
『赤き血のイレブン』（あかきちのイレブン）は、原作：梶原一騎・作画：園田光慶・深大路昇介によるサッカーを題材とした日本の漫画作品、およびそれを原作とするテレビアニメ。

## 概要
高校サッカー界の強豪・浦和市立南高等学校（現・さいたま市立浦和南高等学校）をモデルとしたサッカー漫画、青春劇画。1969年に創部6年目の同校サッカー部が高校総体、国体、高校選手権の三冠を達成した逸話を基に創作された。
1960年代後半、読売新聞グループは朝日新聞が主催する夏の高校野球に対抗して、サッカーを全面的にバックアップしようとしていた。本作品は『週刊少年キング』編集長の小林照雄が読売グループの計画を偶然知り、日本テレビ系列での将来的なアニメ化やドラマ化を当て込んで企画され、原作には多くのスポ根作品を手掛けヒットメーカーとなっていた梶原一騎、作画には戦記物『あかつき戦闘隊』などを手掛けた園田光慶が起用された。園田は当時、漫画家としての才能を高く評価されていたが、その一方で失踪癖などの不安定さを抱えることでも知られており、博奕的な起用でもあった。
漫画原作は『週刊少年キング』（少年画報社）にて、1970年2号から1971年21号まで連載された。やがて小林の狙い通りにアニメ化が実現し、東京テレビ動画の製作により1970年（昭和45年）4月13日から1971年（昭和46年）4月5日まで日本テレビ系で全52話が放送された。その一方で当初の懸念通り、作画の園田がたびたび失踪騒動を引き起こしていた。やがて園田は編集部の信用を失って作画を降板し、深大路昇介という知名度の低い漫画家に引き継がれた末に連載を終えた。
本作は当時のサッカー少年の間で人気を獲得し、サッカーブームの一翼を担った。こうした点から、1980年代に『キャプテン翼』が登場する以前に影響を与えた作品と評されている。その一方で常識からは想像し得ない奇想天外なシュートやプレーが描かれたという指摘や、精神論の比重が大きく、ルール解説に重点が置かれなかったという指摘もある。

## ストーリー
東京の下町育ちの玉井真吾は、埼玉県南部の新興住宅地に設立された新生高校に進学し、同校の体育教師で元サッカー日本代表の松木天平と出会う。松木は生徒たちにサッカー部への参加を呼びかけるが、玉井は興味を示さずボスを名乗る大平洋介との喧嘩に明け暮れる。それを止めようとせず遠巻きに見つめる松木の姿を見て2年生の明日香涼子は真意を問うが、松木は「二人の根性を試していたのだが、わがサッカー部には不要だ」と突き放す。これに玉井と大平は反感を抱き、涼子の立会いの下で松木に闘いを挑むことを宣言する。
松木はサッカー部を設立し部員たちに基礎技術を指導するが、玉井と大平は第2サッカー部を設立し、自由気ままなプレーに興じる。第2サッカー部は、基礎練習の繰り返しに不満をため込むサッカー部の面々を挑発し、松木の許可を得ずに試合を挑み16-0と大勝する。松木の鼻をあかしたと気を良くする玉井は、この試合を記録した映画の上映会を開くが、撮影と解説を担当した涼子は玉井のひとりよがりなプレーぶりを「みにくいアヒルの子のようだ」と指摘する。一方、松木は玉井の挑発を全く意に介さない様子だったが、敗北を認めるように詰め寄られると、彼らに対して正式なルールの下で再戦を挑むことを宣言する。
試合はサッカー部がショートパスと相手の得点源である玉井に対する徹底マークにより優勢に進める。組織性を欠く第2サッカー部はままならない状況に苛立ちを募らせ、玉井と大平が殴り合いの喧嘩を始めて退場処分を受けるという事態となり、最終的に0-20のスコアで大敗する。勝負に敗れ惨めさに打ちのめされる玉井だったが、「これしきの試合で自信を得たり、失うほどのものでもない。勝者も敗者もない」と勝ち誇る様子もなく、分け隔てなく接する松木の人柄に触れるうちに「みにくいアヒルの子のままで終わりたくない」と考え、松木のサッカー部に加るのだった。
松木の厳しい指導の下で着実に実力を付けた新生高校イレブンは、県下対抗サッカー大会に出場するが、そこには朝風高校の美杉純や北埼農林高校の山形豪十朗といった強敵たちが待ち構えていた。玉井はこの大会で優れた素質を見せるものの北埼農林高校に大敗し、その北埼を破った朝風が優勝する。すると、サッカー部を快く思わない新生高校PTA会長から「2週間以内に朝風と北埼農林に勝利できなければ即廃部」との要求を突きつけられる。松木の下で猛練習に励む中、玉井は必殺シュート「サブマリンシュート」を編み出し、北埼農林や朝風との練習試合に勝利する。
新生高校は全国大会出場を目指して国民体育大会埼玉県予選に出場すると、決勝戦では松木への復讐に燃える上岡兄弟を擁する藤江西高校と対戦する。相手のキーパー・上岡剛の好守の前に苦戦を強いられるものの、かつて松木が必殺技としていた「回転ひねりキック」を玉井と青田のコンビで再現すると、かろうじて勝利を収め国体出場を決める。
国民体育大会に向けて松木の下で猛練習にはげむ新生高校イレブンだったが、玉井はマネージャーとなった明日香涼子からの何気ない言葉をきっかけに、両親は実の親ではなく育ての親だったという秘密を知る。実の親は永田真という人物で、サッカーの魅力に取りつかれるも不遇のまま世を去ったのだという。さらに松木からも「永田真は自分の師匠であり、彼を裏切って一時期サッカーから離れたことに負い目がある」という秘密を聞かされる。玉井は憤りを覚えるも「せめて実の親のためにも国民体育大会で優勝しよう」と心に誓うのだった。
全国大会で、優勝候補の新生高校は2回戦で大鵬高校と対戦し、玉井のサブマリンシュートを相手に封じられ苦戦するものの、玉井を囮とした頭脳プレーで勝利する。この試合の後、玉井は涼子の助けを受けて新たに「ブーメランシュート」を編み出すと、決勝戦では東京都代表の東宮学園高校を下し、初優勝を成し遂げる。さらに、埼玉県下の強豪校を次々に破って勢いに乗るアメリカンスクールと対戦。「ペレ二世」の異名を持つボボ・スタンレーに「ブーメランシュート」を攻略されそうになるも、かろうじて勝利する。
その後、大平が卒業して大学へ進学するが、新生高校は高校サッカー界の三冠制覇を目標に掲げ、玉井の2年時と3年時に連続して全国大会へ出場し優勝を果たす。サッカー名門校の礎を築き、新生高校での仕事をやり遂げたと実感する松木は、玉井に対して日本国内で欧米のようなプロサッカーリーグ設立の機運が高まりつつあることを伝える。玉井は大平とともに新たに結成されるプロチームへの入団テストに挑み、新たなステージへと旅立つところで物語を終える。

## 登場人物

### 新生高校
玉井 真吾（たまい しんご）
声 - 田中亮一
本作の主人公。新生高校サッカー部の1年生。ポジションはフォワード。
東京の下町出身。粗野で喧嘩っ早い、頻繁に軽口をたたくお調子者。身体能力に優れる反面、自己中心的なプレーが目立つが、徐々にチームプレーの中で能力を生かす術を見出す。シュート後に後方に半回転する「サブマリンシュート」、キーパーの面前で鋭くカーブする「ブーメランシュート」、青田とのコンビによる「回転ひねりキック」を得意とする。モデルは日本代表や古河電工で活躍した永井良和。
松木 天平（まつき てんぺい）
声 - 村越伊知郎
新生高校サッカー部監督。現役時代のポジションはゴールキーパーで、「ゴールの猛虎」と呼ばれる。
元日本代表でメキシコ五輪銅メダリスト。デットマール・クラマーに師事し、クラマー譲りの技術指導と精神論を取り入れ部員に友情とチームワークを教えると共に全国レベルの強豪チームに育てることを目指す。キックの技術に定評があり各校のライバルたちの必殺技を再現して見せるが、その一方でキーパーに転向する以前に上岡猛を練習中の事故で再起不能にしたり、ヤクザと喧嘩になった際に3人を病院送りにした過去を持つ。モデルは松本暁司。
大平 洋介（おおひら ようすけ）
声 - 兼本新吾
新生高校サッカー部の3年生。ポジションはゴールキーパー。
関西弁を話す大柄な男。同校のボスを名乗り、玉井との喧嘩に明け暮れていたが、次第に彼の子分か世話女房のような存在となる。キーパーとしては武骨ながらもチームに安心感を与える存在であり、若き日の松木の姿を彷彿とさせている。モデルは福家三男。
明日香 涼子（あすか りょうこ）
声 - 森秋子（第1話 - 第12話・第25話・第28話 - 第52話） / 鈴木弘子（第13話 - 第16話）
※エンディングクレジットでは（第1話 - 第15話・第25話 - 第52話） / ※エンディングクレジットでは（第16話 - 第24話）
新生高校の2年生。本作のヒロインで、気丈かつプライドが高い。当初は放送部員として、サッカー部の活動が軌道に乗るとマネージャーとして玉井らをサポートした。
青田 光（あおた ひかる）
声 - 森功至
新生高校サッカー部員でPTA会長の息子。当初はサッカー部に加入するも玉井の誘いに乗り第2サッカー部に参加、サッカー部に復帰後は練習についていけずに落伍する。キザな性格で、親の地位と財力を背景に玉井家に圧力を掛け、高校生ながらキャバレーやバーに入り浸る放蕩ぶりだったが、後に改心すると玉井のアシスト役を担った。
青田 衛吾作（あおた えごさく）
声 - 雨森雅司
青田光の父で新生高校PTA会長。もともと農業を営んでいたが周辺の土地開発により成り上がった。
森山（もりやま）
声 - 村瀬正彦
新生高校校長。
駒野 次郎（こまの じろう）
声 - 肝付兼太
新生高校サッカー部員。眼鏡をかけた理論派の選手。

### 玉井の関係者
玉井 輪吉（たまい りんきち）
声 - 大木民夫
原作版では「玉井吉五郎（たまい きちごろう）」、玉井真吾の父で寿司屋を営む。職人気質で寡黙な性格だが、喧嘩っ早い。客の一人だった永田真が肝硬変で死去すると、残された子供を玉井家の養子として引き取った。
玉井 君枝（たまい きみえ）
声 - 江家礼子
玉井真吾の母。常識人で息子の言動をたしなめる。
永田 真（ながた しん）
声 - 永井一郎
原作版では「ながた まこと」、玉井真吾の実父。日本のサッカー黎明期に選手として活躍し、引退後はサッカーボール職人として生計を立てるかたわら、近所の子供たちにサッカーを教えていた。特に小学生時代の松木に期待をしていたが、野球と掛け持ちをしていた彼に去られたことをきっかけに生活が荒むようになり、妻にも死に別れ、肝硬変により死去した。玉井家には彼が作成したサッカーボールが残されている。

### ライバルたち
美杉 純（みすぎ じゅん）
声 - 市川治
朝風高校サッカー部のキャプテン。ポジションは攻撃的ミッドフィールダー。
天才プレーヤーと称される玉井のライバルで、それまで無名だった同校に入学すると県内有数の強豪へと押し上げた。ワンマンなタイプではなく、中盤ではシンプルにパスを叩き、前線へと飛び出して得点を狙うプレーが持ち味。ジャンプした状態からの必殺シュート「スクリューシュート」や、鋭角的な「カミソリドリブル」を得意としている。
早瀬 俊二（はやせ しゅんじ）
声 - 池田秀一、他
朝風高校サッカー部員。地味ながら堅実なプレーで美杉のアシスト役を担う。
山形 豪十郎（やまがた ごうじゅうろう）
声 - 桑原たけし
北埼農林高校サッカー部の副キャプテン。ポジションはフォワード。
玉井のライバル。キーパーの面前で鋭く落ちる必殺シュート「フォークシュート」を得意とする。貧しい農家の出身で7人兄弟の長男。馬面と大柄な体躯が特徴だが吃音癖がある。
上岡 猛（かみおか たけし）
声 - 納谷六郎
上岡剛の兄で藤江西高校サッカー部監督。元サッカー日本代表選手。松木とは代表時代のチームメイトであり息のあったコンビプレーを得意としていたが、「回転ひねりキック」の練習中に事故で再起不能となり義足となる。日のあたる舞台を歩みメキシコ五輪銅メダリストとなった松木への屈折した感情から、復讐に燃えている。
上岡 剛（かみおか つよし）
声 - 野田圭一
上岡猛の弟で、藤江西高校サッカー部員。ポジションはゴールキーパー。
目を閉じた状態からボールの気配を読み、直感でシュートを防ぐ。新生高校との対戦で兄の無念を晴らそうとするが、玉井のシュートを受けるうちに兄が再起不能となった原因が不可抗力によるものだと悟る。
ボボ・スタンレー
アメリカンスクールのサッカー部主将。ポジションはフォワード。
朝霞市にある米軍キャンプに在住する軍属の子供であり、黒人。「ペレ二世」「ペレの再来」の異名を持ち、シュートを放つと渦を巻くような不規則な回転をする「スネークシュート」を得意としている。

### テレビアニメ版オリジナル
大川（おおかわ）
声 - 仲村秀生
新生高校サッカー部員。
町田（まちだ）
声 - 納谷六郎
新生高校サッカー部員。
滝 隼人（たき はやと）
声 - 西川幾雄（第32話 - 第37話） / 竹尾智晴（第38話 - 第52話）
日本ジュニアの選手。
屋島 才三（やしま さいぞう）
声 - 野島昭生
日本ジュニアの選手。
屋島 佐介（やしま さすけ）
声 - 神谷明
日本ジュニアの選手。
杉原（すぎはら）
声 - 青野武
朝風高監督
明日香 守（あすか まもる）
声 - 山本嘉子
明日香涼子の弟
美杉 京子（みすぎ きょうこ）
声 - 白石冬美
美杉純の妹
洋子
声 - 桂玲子
トッポ
声 - 堀絢子
ケン・サントス
声 - 中田浩二
ブラジル・ジュニアのエース。ブラジル人の父と日本人の母との間に生まれたハーフで、父はすでに亡くなり、母は日本に出稼ぎに赴いた際に犯罪を犯したため刑務所に服役中。ベレーに弟子入りし、彼から殺人シュートを伝授される。
ベレー
声 - 小林清志（第41話・第42話・第45話 - 第47話） / 大宮悌二（第51話・第52話）
世界の得点王と称されるブラジルの名選手で、ケン・サントスの師匠。
八重島 茂雄（やえじま しげお）
声 - 鈴木泰明
日本ジュニアの指導者。
その他
声 - 野沢雅子 / 加藤修 / 宮内幸平 / 水鳥鉄夫 / 他
ナレーター
声 - 納谷悟朗（第1話 - 第18話）
※エンディングクレジット（第1話 - 第17話）
※次回予告（第19話 - 第51話）は明日香守役の山本嘉子が担当

## 用語
県立新生高等学校
埼玉県南部にある高等学校。周囲地域はかつて田園地帯だったが住宅開発が急激に進み人口が増加した。近隣住民の高等学校への進学熱の高まりもあり、陳情を受けて昭和42年（1967年）に新設された。新設されたばかりの学校ということで学生にまとまりがなく、争いが絶えない。
サブマリンシュート
玉井真吾の必殺シュート。強烈なインステップキックを振りぬく際、ボールに触れる間際に脚に込めた力を6から7割程度に抜き、キックを放った後で後方に反回転し逆立ちをすることで両手に力を移動させるという変則的なフォームが特徴。放たれたシュートはキーパーの面前で急激にドロップ回転をする。

## テレビアニメ
アニメ版は東京テレビ動画の製作により1970年（昭和45年）4月13日から1971年（昭和46年）4月5日まで日本テレビ系で全52話が放送され、テレビ放映に際しては読売サッカークラブ（現・東京ヴェルディ）の取材協力を仰いだ。
放送時間（JST）は毎週月曜19:00 - 19:30で、この枠でアニメが放送されるのは本作が初。またそれまで日本テレビの19時枠国産アニメは、継続中の『巨人の星』とその前の『黄金バット』に次いで3作目だが、この2作は系列局のよみうりテレビ制作であるため、日本テレビ制作作品は初となる。なお前週の4月6日には前夜祭番組『赤き血のイレブン前夜祭』を放送、原作者の梶原一騎や、谷啓・はかま満緒・小松政夫・ドンキーカルテットを招いての歌やコントが行われた。
第40話より『サッカー野郎 赤き血のイレブン』に改題され、玉井を中心とした日本ジュニアと、ケン・サントスが率いるブラジル・ジュニアとの対戦を描いたオリジナルストーリーが展開された。この際、一部キャラクターデザインが変更されている。
アニメ化が決定した当時、スタッフの中にサッカーの基本技術やルールを熟知していたものが一人も存在せず、試合の録画フィルムなどを参考に見よう見まねで製作をしていたところ、監修として招いた読売クラブの指導者の柴田宗宏から「こんな動きはありえないだろう」と注意を受けた。そのため、元日本代表コーチのデットマール・クラマーが選手を指導する際に用いた教則フィルムを取り寄せ、パスやドリブルやヘディングといった基本技術を参考にした。
主人公のCF玉井が放つ必殺シュートは、漫画版では蹴ったあと後方に半回転し、逆立ちをするというものであったが、「こどもが真似すると危険だ」というクレームが付いたことから、アニメ版では「ワントラップから放たれるドライブシュート」のようなシュート「サブマリンシュート」に変更されている。アニメ放送の影響で「サブマリンシュート」が人気を博すと主人公のモデルとなった永井の下には多数のファンレターが送り届けられたという。
途中から監督を務めた岡迫亘弘は、1980年代には『キャプテン翼』、1990年代には『燃えろ!トップストライカー』といったサッカーを題材としたアニメ作品でキャラクターデザインを担当している。

### スタッフ
- 原作 - 梶原一騎 / まんが - 園田光慶（週刊少年キング連載）
- 企画 - 藤井賢祐
- プロデューサー - 三島宏夫、高橋修之、池田仁男（第1 - 35回）
- 監督→チーフディレクター - 山田健（第1 - 12回）→岡迫亘弘（第13 - 最終回）
- 監修→構成 - 山田健（第13 - 最終回）
- 作画監督 - 岡迫亘弘、 飯山嘉昌
- 原画 - 谷口守泰、三輪孝輝、西城隆詞、水村十司、飯野皓 他
- 美術監督 - 井岡雅宏
- 編集 - 鶴渕友彰
- 協力 - 読売サッカークラブ、よみうりランド
- 制作 - 日本テレビ、東京テレビ動画

### 主題歌
オープニングテーマ「赤き血のイレブン」
唄 - フォー・メイツ / 作詞 - 梶原一騎 / 作曲 - 大沢保郎
エンディングテーマ「わが友 玉井真吾」
唄 - フォー・メイツ / 作詞 - 梶原一騎 / 作曲 - 大沢保郎
第40話以降、オープニング・エンディング共に映像が変更されている。

### 各話リスト
| 話数                          | 放送日         | サブタイトル                    | 脚本       | 絵コンテ   | 演出       |
| ----------------------------- | -------------- | ------------------------------- | ---------- | ---------- | ---------- |
| 1                             | 1970年 4月13日 | このボールの下に集まれ!         | 布勢博一   | 富野喜幸   | （不明）   |
| 2                             | 4月20日        | 反逆のキック                    | 布勢博一   | 富野喜幸   | （不明）   |
| 3                             | 4月27日        | 狼達の挑戦                      | 岡本克己   | 棚橋一徳   | （不明）   |
| 4                             | 5月4日         | 血戦                            | 岡本克己   | 棚橋一徳   | （不明）   |
| 5                             | 5月11日        | 嵐を呼ぶボール                  | 布勢博一   | 早川静雄   | （不明）   |
| 6                             | 5月18日        | 俺が、太陽だ                    | 布勢博一   | 奥田清治   | （不明）   |
| 7                             | 5月25日        | 必殺のドロップキック            | 岡本克己   | 棚橋一徳   | （不明）   |
| 8                             | 6月1日         | 落日の対決                      | 岡本克己   | 石黒昇     | 斤桐清奎   |
| 9                             | 6月8日         | 俺のゴールはどっちだ            | 田村多津夫 | 早川静雄   | （不明）   |
| 10                            | 6月15日        | ライバル美杉純登場              | 布勢博一   | 上田充     | ひで・ぼお |
| 11                            | 6月22日        | 涙のレフトバック                | 岡本克己   | 林政行     | 岡迫亘弘   |
| 12                            | 6月29日        | 俺がシュートする!               | 岡本克己   | 林政行     | 岡迫亘弘   |
| 13                            | 7月6日         | ゴールへの特訓                  | 布勢博一   | 早川静雄   | 岡迫亘弘   |
| 14                            | 7月13日        | シュートをするな!               | 布勢博一   | 奥田清治   | 岡迫亘弘   |
| 15                            | 7月20日        | ヒーローは誰れだ!               | 岡本克己   | 市江違次   | 岡迫亘弘   |
| 16                            | 7月27日        | 禁じられたサブマリンシュート    | 布勢博一   | 中村一     | 岡迫亘弘   |
| 17                            | 8月3日         | 火を吐くロケットシュート        | 岡本克己   | 林政行     | 岡迫亘弘   |
| 18                            | 8月10日        | 燃える魔球                      | 布勢博一   | 早川静雄   | 岡迫亘弘   |
| 19                            | 8月17日        | 傷ついたライバル                | 岡本克己   | 座間三郎   | 岡迫亘弘   |
| 20                            | 8月24日        | 大空へ飛ぶサブマリン            | 岡本克己   | 岡崎稔     | （不明）   |
| 21                            | 8月31日        | 消えた美杉純                    | 鳥直樹     | 市江違次   | （不明）   |
| 22                            | 9月7日         | よみがえるサブマリン            | 田村多津夫 | 早川静雄   | （不明）   |
| 23                            | 9月14日        | フォークシュート山形豪十郎      | 田村多津夫 | 奥田清治   | （不明）   |
| 24                            | 9月21日        | 見てろ!俺のサブマリン・シュート | 伊藤恒久   | 河鳥治之   | （不明）   |
| 25                            | 9月28日        | 打倒!美杉純                     | 伊藤恒久   | 早川静雄   | （不明）   |
| 26                            | 10月5日        | うなれ!サブマリン・シュート     | 伊藤恒久   | 小室富土夫 | （不明）   |
| 27                            | 10月12日       | 幻のゴールキーパー上岡剛        | 鈴木良武   | 河鳥治之   | （不明）   |
| 28                            | 10月19日       | 目かくしのダイビングキャッチ    | 田村多津夫 | 林政行     | （不明）   |
| 29                            | 10月26日       | 鉄壁のゴール                    | 田村多津夫 | 早川静雄   | （不明）   |
| 30                            | 11月2日        | サッカーの鬼兄弟                | 吉原幸栄   | 小室富土夫 | （不明）   |
| 31                            | 11月9日        | 空中回転ひねりキック            | 吉原幸栄   | 河鳥治之   | （不明）   |
| 32                            | 11月16日       | 空手の滝隼人                    | 田村多津夫 | 奥田清治   | （不明）   |
| 33                            | 11月23日       | 風きる十字攻撃                  | 田村多津夫 | 早川静雄   | （不明）   |
| 34                            | 11月30日       | 父の秘密                        | 吉原幸栄   | 小室富土夫 | （不明）   |
| 35                            | 12月7日        | 鬼兄弟上岡来る!                 | 田村多津夫 | 林政行     | （不明）   |
| 36                            | 12月14日       | 執念の竜巻シュート              | 吉原幸栄   | 奥田清治   | （不明）   |
| 37                            | 12月21日       | 鬼の上岡十連勝!!                | 田村多津夫 | 三輪孝輝   | （不明）   |
| 38                            | 12月28日       | 鬼兄弟からの挑戦状              | 吉原幸栄   | 小室富土夫 | （不明）   |
| 39                            | 1971年 1月4日  | シュートでおめでとう            | 田村多津夫 | 早川静雄   | （不明）   |
| サッカー野郎 赤き血のイレブン |                |                                 |            |            |            |
| 40                            | 1月11日        | ブラジルの黒豹                  | 田村多津夫 | 三輪孝輝   | 三輪孝輝   |
| 41                            | 1月18日        | 世界の得点王ベレー来る!         | 吉原幸栄   | 早川静雄   | 三輪孝輝   |
| 42                            | 1月25日        | 黒豹の殺人シュート              | 吉原幸栄   | 奥田清治   | 三輪孝輝   |
| 43                            | 2月1日         | 黄金の右足                      | 吉原幸栄   | 三輪孝輝   | 三輪孝輝   |
| 44                            | 2月8日         | 鬼コーチ八重島                  | 七条門     | 早川静雄   | 三輪孝輝   |
| 45                            | 2月15日        | ほえるブラックジャガー          | 田村多津夫 | 林政行     | 三輪孝輝   |
| 46                            | 2月22日        | よみがえる右足                  | 吉原幸栄   | 奥田清治   | 三輪孝輝   |
| 47                            | 3月1日         | ジャングルの殺し屋たち          | 田村多津夫 | 三輪孝輝   | 三輪孝輝   |
| 48                            | 3月8日         | ケン・サントスの母              | 田村多津夫 | 小室富土夫 | 三輪孝輝   |
| 49                            | 3月15日        | ふたごのサッカー野郎            | 吉原幸栄   | 早川静雄   | 三輪孝輝   |
| 50                            | 3月22日        | もえろ!太陽イレブン             | 七条門     | 三輪孝輝   | 三輪孝輝   |
| 51                            | 3月29日        | うなれ!はやぶさシュート         | 田村多津夫 | 早川静雄   | 三輪孝輝   |
| 52                            | 4月5日         | 世界にいどむ一球                | 田村多津夫 | 三輪孝輝   | 三輪孝輝   |

### 放送局
特記の無い限り全て放送時間は月曜 19:00 - 19:30、制作局・日本テレビと同時ネット
- 日本テレビ（制作局）
- 札幌テレビ：土曜 18:00 - 18:30[34]
- 青森放送[35]
- 秋田放送[35]
- テレビ岩手：土曜 19:00 - 19:30[36]
- 山形放送[37]
- 仙台放送：日曜 10:00 - 10:30（1970年9月まで）→ 火曜 18:00 - 18:30（1970年10月から）[38]
- 福島テレビ：水曜 18:00 - 18:30（第19話まで）→ 日曜 10:00 - 10:30（第20話 - 第26話） 第26話で終了[39]
- 新潟総合テレビ：月曜 18:00 - 18:30[40]
- 北日本放送[41]
- 福井放送[41]
- 信越放送：木曜 18:00 - 18:30[42]
- 山梨放送[43]
- 静岡放送[44]
- 名古屋テレビ[45]
- 読売テレビ[46]
- 日本海テレビ[47]
- 西日本放送[48]
- 広島テレビ：木曜 18:00 - 18:30[48]
- 山口放送：木曜 18:00 - 18:30[49]
- 四国放送[50]
- 南海放送[49]
- 高知放送[49]
- 福岡放送[51]
- テレビ長崎[51]
- テレビ熊本：金曜 18:00 - 18:30（1971年8月時点。約6か月遅れ）[52]
- テレビ宮崎：火曜 18:00 - 18:30（1971年7月時点。約10か月半遅れ）[53]
- 鹿児島テレビ：月曜 - 金曜 17:10 - 17:40（1971年8月2日放送開始）[54]
- 沖縄テレビ：木曜 18:00 - 18:30（1971年12月時点。遅れネット）[55]

| 日本テレビ系列 月曜19:00枠                           | 日本テレビ系列 月曜19:00枠                                                        | 日本テレビ系列 月曜19:00枠                     |
| 前番組                                               | 番組名                                                                            | 次番組                                         |
| ---------------------------------------------------- | --------------------------------------------------------------------------------- | ---------------------------------------------- |
| ドリフターズ大作戦 （1969年10月6日 - 1970年3月30日） | 赤き血のイレブン ↓ サッカー野郎 赤き血のイレブン （1970年4月13日 - 1971年4月5日） | めくらのお市 （1971年4月12日 - 1971年9月27日） |